# Пйотровиці-Свідніцькі
Пйотровиці-Свідніцькі (пол. Piotrowice Świdnickie) — село в Польщі, у гміні Явожина-Шльонська Свідницького повіту Нижньосілезького воєводства.
Населення — 743 особи (2011).
У 1975-1998 роках село належало до Валбжиського воєводства.

## Демографія
Демографічна структура станом на 31 березня 2011 року:
|          | Загалом | Допрацездатний вік | Працездатний вік | Постпрацездатний вік |
| -------- | ------- | ------------------ | ---------------- | -------------------- |
| Чоловіки | 366     | 100                | 246              | 20                   |
| Жінки    | 377     | 75                 | 232              | 70                   |
| Разом    | 743     | 175                | 478              | 90                   |